# Fürstentum Nowgorod
Das Fürstentum Nowgorod war ein Teilfürstentum der Kiewer Rus von 962 bis 1478.
Seit 1136 stand es unter dem Einfluss der Republik Nowgorod.

## Geschichte

### Nowgoroder Rus
862 wurde der Waräger Rurik Fürst von Nowgorod. Angeblich baten ihn die Stämme der Slowenen, über sie zu herrschen.
Nowgorod wurde Mittelpunkt der Nowgoroder Rus.

### Kiewer Rus 882 bis 1136
882 verlegte Fürst Oleg das Zentrum der Rus nach Kiew. In Nowgorod setzte er Statthalter ein. 
Um 969 wurde Wladimir I. als erster separater Fürst von Nowgorod von seinem Vater eingesetzt. 977 vertrieb ihn sein Bruder Jaropolk, 978 eroberte Wladimir die Herrschaft zurück. Um 983 gab er sie an seinen ältesten Sohn Wyscheslaw. Um 1014 wurde Jaroslaw der Weise neuer Fürst. 1015 wurde er von seinem Stiefbruder Swjatopolk vertrieben, konnte die Herrschaft aber 1018 zurückerobern.
1024 trennte er das Fürstentum Pskow ab. 1034 setzte er seinen Sohn Wladimir als Fürsten ein. 
In den folgenden Jahrzehnten wurde das Gebiet von dessen Nachkommen beherrscht.

## Republik Nowgorod 1136 bis 1478
1136 wurde bei einem Aufstand der Fürst aus Nowgorod vertrieben. Seitdem wurden die Entscheidungen von der Wetsche, einer Volksversammlung getroffen. Der Fürst von Nowgorod blieb weitestgehend machtloser Repräsentant.
1478 wurde die Republik Nowgorod dem Großfürstentum Moskau eingegliedert.